# Видрін Дмитро Гнатович
Дмитро́ Гна́тович Ви́дрін  (нар. 25 травня 1949, місто Коста-Хетагурово, Інгушетія, Росія) — колишній український проросійський політик, політолог та політтехнолог, PR-радник, публіцист. Член КПРС, кандидат філософських наук (1984). Радник президента Кучми у 1994—1996, заступник секретаря РНБО у 2009—2010, позаштатний радник президента Януковича у 2011—2013. У 2006 році народний депутат Верховної Ради 5-го скликання від блоку Юлії Тимошенко.
Після початку російської агресії проти України у 2014 втік до Росії, прийняв російське громадянство, активно виступає у російських ЗМІ з антиукраїнських, російських націоналістичних та пропутінських позицій. Присвятив Путіну твір апологію «Золотая игла или восьмой дан Владимира Путина»
За активний колабораціонізм та відверто антиукраїнську діяльність рішенням РНБОУ та Указом президента України на Дмитра Видріна 15 січня 2023 накладено санкції.

## Біографія
- 1972-го закінчив філософський факультет Київського державного університету ім. Т. Г. Шевченка за фахом «викладач марксистсько-ленінської філософії та суспільствознавства».
- Вересень 1972 — вересень 1973 — інженер лабораторії соціальної психології Інституту кібернетики АН УРСР.
- 1973-1976 — кореспондент газети «Комсомольское знамя» (Київ).
- 1976-1987 — науковий працівник Інституту філософії АН УРСР.

- 1982 — захистив кандидатську дисертацію на тему «Методологіческие аспекты теории качества жизни».

- 1987-1991 — завідувач кафедри політології Вищої партійної школи при ЦК КПУ.
- 1991-1994 — директор Національного інституту глобальної та регіональної безпеки (колишній інститут українсько-російських відносин).
- 1994-1996 — радник президента Леоніда Кучми з питань внутрішньої політики.
- Квітень—червень 1996 — радник Прем'єр-міністра України.
- 1996 — директор Європейського інституту інтеграції та розвитку.
- 1997—1998 — співголова Південноукраїнського економічного союзу.
- 2000—2001 — президент Всеукраїнської медіа-корпорації «Відомості».
- Радник Прем'єр-міністра України на громадських засадах (липень 2001 — листопад 2002).
- Був членом президії Політради Політичної партії «Яблуко» Михайла Бродського.
- Квітень 2002 — кандидат в народні депутати України від партії «Яблуко», № 3 в списку. На час виборів: директор Європейського інституту інтеграції та розвитку, член партії «Яблуко».
- 25 травня 2006 — 23 листопада 2007 — народний депутат України 5-го скликання від «Блоку Юлії Тимошенко», № 92 в списку. На час виборів: директор Європейського інституту інтеграції та розвитку, безпартійний. Член фракції «Блок Юлії Тимошенко» (з травня 2006). Голова підкомітету з питань глобальної безпеки і сталого розвитку Комітету у закордонних справах (з липня 2006).
- Вересень 2007 — кандидат в народні депутати України від Партії вільних демократів, № 4 в списку. На час виборів: народний депутат України, член ПВД
- Березень 2009 — грудень 2010 — заступник секретаря РНБО України при президентстві Ющенка
- 2011-2013 — персональний іміджмейкер та позаштатний радник президента Януковича
- 2014 — втік до Росії[6] і оселився у окупованому Криму

## Сім'я
- Батько — Гнат Дмитрович (1924—1997)
- Мати — Валентина Григорівна (1922—2001)
- Дружина — Надія Григорівна (* 1959)
  - Дочка — Олена (* 1982), син — Олексій (* 1987)

## Політичні погляди
Російський націоналізм (прихільник «русской ідеї»).
Антизахідництво.
Унтиукраїнізм.

## Висловлювання
|  | Когда я говорю про славных крымчан, я имею в виду Николая Данилевского. Он говорил: не надо строить иллюзий, что Россия и Запад могут иметь какие-то фундаментальные, системные точки соприкосновения. Нынешнее время хорошо уже тем, что оно избавило нас от многих иллюзий, на которые мы тратили сердце, время, сознание, да и деньги. |

|  | России повезло. У нас есть ресурсы, которых хватит на века для культурного, индустриального, технологического расширения. |

|  | Недавно я встречался с Рамзаном Кадыровым, и могу сказать, что он больший патриот, чем многие патриоты, живущие в Крыму. |

|  | У нас должна быть культура, которая базируется на собственных основаниях, самодостаточная культура... |

|  | Каждое поколение россиян живет лучше, чем жило предыдущее поколение. Лучше комфорт, лучше быт… Когда украинские фейкометы говорят, что русские солдаты демонтировали унитазы, потому что они никогда их не видели, хочу сказать им: посмотрите, какие туалеты в Шереметьево и какие – в американских аэропортах! |

## Про українських політиків
- |  | Ющенко обладает харизмой. Я прочитал высказывание литературного героя, который спрашивает у деда из глубинки, что такое харизма. Дед ему ответил: харизма - это когда беспричинно девки любят. Так вот, этой харизмы у Ющенко хватает. И ключевое слово здесь - «беспричинно». |
- |  | Юлия Владимировна дивно выглядит, несмотря на камуфляжные лабутены. А это стоит колоссальных усилий — и финансовых, и нервных. Ее базовый ресурс — воля и целеустремленность. ...Женщина по своей природе значительно легче лжет, чем мужчина. А еще женщина легче, чем сильный пол, преодолевает грань между оскорблением и унижением. |
- |  | Турчинов — фигура второго плана. Без Юли он «уходящая натура», без собственного финансового, политического и креативного ресурса.. |
- |  | Порошенко духовит. Как все истерики, он способен на импульсный выброс значительной энергии. Подводит его, правда, патологическая жадность. Мне, например, неоднократно доводилось с этим бывшим моим разбогатевшим студентом, участвовать в застольях в разного рода ресторациях. Ни разу не видел, чтобы он рассчитался за честну́ю компанию — то портмоне забыл, то кредитку. |
- |  | Зеленский сделал непостижимое: он не спустился в политику со сцены КВН, а затащил ее на свои подмостки. Он заставил целые страны оценивать эффективность политики не традиционными индикаторами: ростом экономики, социальной стабильностью, культурным уровнем и прочей «хренью», а сценической мимикой, характером придыханий, колкостью шуток, имитацией слезы. Он сегодня безусловный капитан западного «клуба не очень веселых и не всегда находчивых» лидеров. Два года назад его команда предлагала неплохую награду за встречу с Макроном. А сейчас не только лидер Франции, но самой Германии выклянчивают у него встречи… Вот у кого жизнь удалась, так удалась! Удалось сменить сценическое амплуа. Из героя «Служебного романа», — неловкого рохли и карьерного неудачника, — стал, несмотря на скромную физическую фактуру, брутальным мачо — желанным, небритым и камуфлированным. Героем «Военно-полевого романа». Играя только лицом и голосом, стал делать фантастическую кассу и собирать с западной легковерной публики до шести ярдов зелени в месяц. Все предыдущие президенты «незалэжной» мечтали столько «делать» в год. |

## Санкції
У 2022 Волонтерська ініціатива з інформаційної гігієни сформувала базу російських пропагандистів та публічних осіб, що підтримували повномасштабну війну проти України та/або були залучені до поширення антиукраїнських наративів останніх восьми років. Станом на 5 липня 2022 база налічувала 1800 осіб активних колаборантів та російських антиукраїнських пропагандистів, серед яких є Дмитро Видрін.
У січні 2023 Президент України підписав Указ № 23/2023, яким увів у дію рішення РНБОУ від 15 січня 2023 року про застосування персональних санкцій у зв'язку з агресією РФ щодо 198 осіб. Серед яких є і Дмитро Видрін.

## Публікації
Автор та співавтор понад друкованих 300 праць, зокрема 15 індивідуальних і колективних монографій з політології, політики, міжнародних відносин і популярної філософії.
- «Все на продажу» (1986)
- «Очерки практической политологии» (1991)
- «Невостребованные идеи» (1990)
- «Украина на ядерных качелях» (1994)
- «Украина на пороге XXI столетия» (1996)
- «Политика: история, технология, экзистенция» (2001)
- «Золотая игла или восьмой дан Владимира Путина». — Изд-во Ассоциация исследователей российского общества (АИРО-XXI), 2018. — 240 с. илл. ISDN 978-5-91022-392-3

## Відзнаки, нагороди
- кавалер ордену «MECENAT» благодійного Фонду «Меценаты Отечества»[11]